# Bluesette
Bluesette is een single van Toots Thielemans. Op de B-kant stond The mountain whistler van 3:21. Opmerkelijk aan de single is dat de artiest wordt vermeld als zijnde "Toots Thielemans whistles and plays guitar", terwijl hij nou juist beroemd werd met zijn mondharmonicaspel. Zover was het echter in 1962 nog niet op deze single. Elders werd The mountain whistler als A-kant gekozen en werd Bluesette B-kant. Thielemans noemde het nummer vanwege de royalty's die hem daarmee toevielen ook wel schertsend zijn "social-security number". In 2000 werd Bluesette als eerste opgenomen in de eregalerij van de Vlaamse klassiekers van Radio 2 (Vlaanderen).

## Geschiedenis
Bluesette is origineel opgenomen voor het Zweedse platenlabel Metronome Records. Thielemans had in de jaren daarvoor regelmatig opgetreden in de zaal Nalen in Stockholm, ook fluitend en gitaar. Er verscheen een ep getiteld Whistle while you work met een uitgebreide introductie. Het is dan 1959. Bluesette, opgenomen in 1962 verscheen als single en kreeg behoorlijk wat airplay. Men wilde meer van deze artiest horen en er werd een gehele elpee opgenomen in de Bell Sound Studio in de VS. Vanwege verkooptechnische redenen (het album vermeldt "op verzoek van publiek, diskjockeys, platenwinkels en platenkopers") werd de "oude" opname van Bluesette meegeperst op het album The whistler and his guitar. Op het album wordt melding gemaakt van Thielemans unieke manier van musiceren. Hij fluit mee met de gitaarpartij, meestal een octaaf hoger. Thielemans werd begeleid door Arnold Fishkin (contrabas), Dick Hyman (Lowery-orgel) en Sol Gubin of Don Lamond (drums).
Bluesette werd Thielemans bekendste nummer, maar de hitparade heeft hij er niet mee gehaald. Dat lag wellicht niet aan de muziek, maar aan het feit dat België tot aan 1969 geen reguliere hitparades kende.

## Covers en andere versies
Een hele rij artiesten nam Bluesette op in hun repertoire. Onder die artiesten bevinden zich jazzgrootheden als Charlie Byrd en Herb Ellis, Tito Puente, Benny Goodman Sextet (Thielemans speelde eerder samen met deze klarinettist), Louis van Dijk, Quincy Jones en Lee Konitz. Ook in de 21e eeuw gaan opnamen van dit instrumentaaltje gewoon door. Thielemans speelde het nummer ook een keer samen met Stevie Wonder.
De Amerikaan Norman Gimbel voorzag Bluesette van tekst. Ook deze variant zag via een aantal zangers en zangeressen de buitenwereld. Sarah Vaughan, Rita Reys (met Pim Jacobs), Mel Tormé (met Buddy Rich en zijn orkest), Cleo Laine (onder begeleiding van Julian Lloyd Webber) en Connie Evingson zongen het onder meer. The Four Tops, uit een geheel ander genre, namen het op onder leiding van Smokey Robinson (1966), maar de demo-opnamen werden niet als single in omloop gebracht.
Zweden kent het wijsje wellicht nog onder een andere titel: Bedårande sommervals van Monica Zetterlund. In het Frans kreeg het de titel Les mots que j'entends, onder meer gezongen door Jacqueline François.

## NPO Radio 2 Top 2000
Bluesette stond alleen in 1999 in de NPO Radio 2 Top 2000, op plek 1692.